# Friedrich von Wick (Jurist)

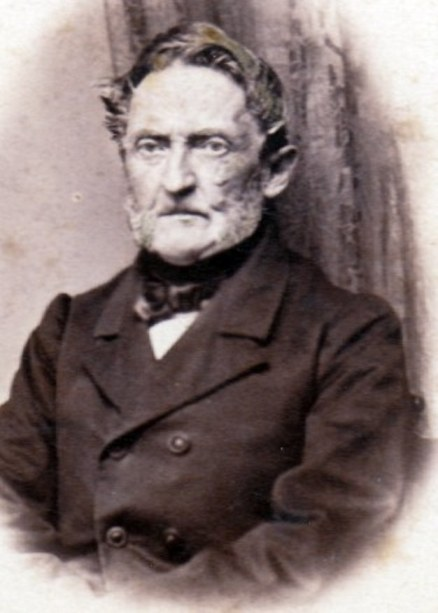
Porträtfotografie Friedrich von Wick, um 1870

 Friedrich von Wick (* 5. Juli 1802 in Mierendorf; † 5. Mai 1875 in Bützow) war ein deutscher Jurist, Verwaltungsbeamter und Regierungsrat in Mecklenburg, der als Pionier in der Reform des Strafrechts und der Gefängnisverwaltung gilt. Sein Lebenswerk war die Gründung der Großherzoglich Mecklenburg-Schwerinschen Landesstrafanstalt in Bützow-Dreibergen. Er gehörte zu der mecklenburgischen Linie des 1764 durch die Kaiserin-Königin Maria Theresia nobilitierten Adelsgeschlechts Wick.

## Leben

### Kindheit und Ausbildung
Friedrich von Wick wurde im Herrenhaus des Rittergutes Mierendorf als Sohn von Carl Georg Justus von Wick (1755–1823), Ratsherr zu Güstrow, Drost und Gutsbesitzer, sowie von Friederica Carolina Mariana von Mecklenburg (1779–1818) geboren. Die Taufe fand am 12. Juli 1802 in der St. Bartholomäus-Kirche statt. Zu den Taufpaten zählte unter anderem der Geheimerratspräsident von Mecklenburg-Schwerin, Bernhard Friedrich von Bassewitz. Die Vorfahren von Wicks setzten sich aus Gelehrten, mecklenburgischen Adelsgeschlechtern und einem Herzog zu Mecklenburg zusammen. Mütterlicherseits war sein Ururgroßvater Friedrich Wilhelm I., Herzog von Mecklenburg-Schwerin, während sein väterlicher Ururgroßvater unter anderem Professor Johann Joachim Schöpffer war. In seiner frühen Kindheit erhielt von Wick seinen ersten Unterricht von seinem Vater und einem Hauslehrer.
Trotz aller Bemühungen geriet sein Vater, der Drost von Wick, in eine finanzielle Schieflage. Die steigenden Geldforderungen führten dazu, dass das Rittergut nicht mehr gehalten werden konnte. So sah sich die Familie 1812 gezwungen, das Allod Mierendorf zu verlassen und ließ sich in Bützow nieder. Diese Stadt war der Ort, an dem Wicks Mutter ihre Jugend verbracht hatte, und es lebten dort zahlreiche vornehme Familien, insbesondere aus dem Adel, was reichlich Gelegenheit für gesellige und anregende Begegnungen bot.
Bis 1817 erhielt von Wick Unterricht bei dem Schulrat Carl Friedrich Wucke, der in Bützow eine private Lehranstalt führte. Von 1817 bis 1819 besuchte er die Primarstufen der Domschule in Güstrow sowie das Gymnasium Ernestinum in Gotha. Wick war äußerst begabt; bereits vor seinem 17. Geburtstag hatte er das Gymnasium abgeschlossen. Um Rechtswissenschaften zu studieren, immatrikulierte er sich an der Universität Bonn sowie an der Universität Göttingen und der Universität Heidelberg. Von Wick schloss im Jahr 1823 nach sieben Semestern sein Studium ab und kehrte nach Bützow zurück, wo kurz darauf sein Vater verstarb.

### Wirken

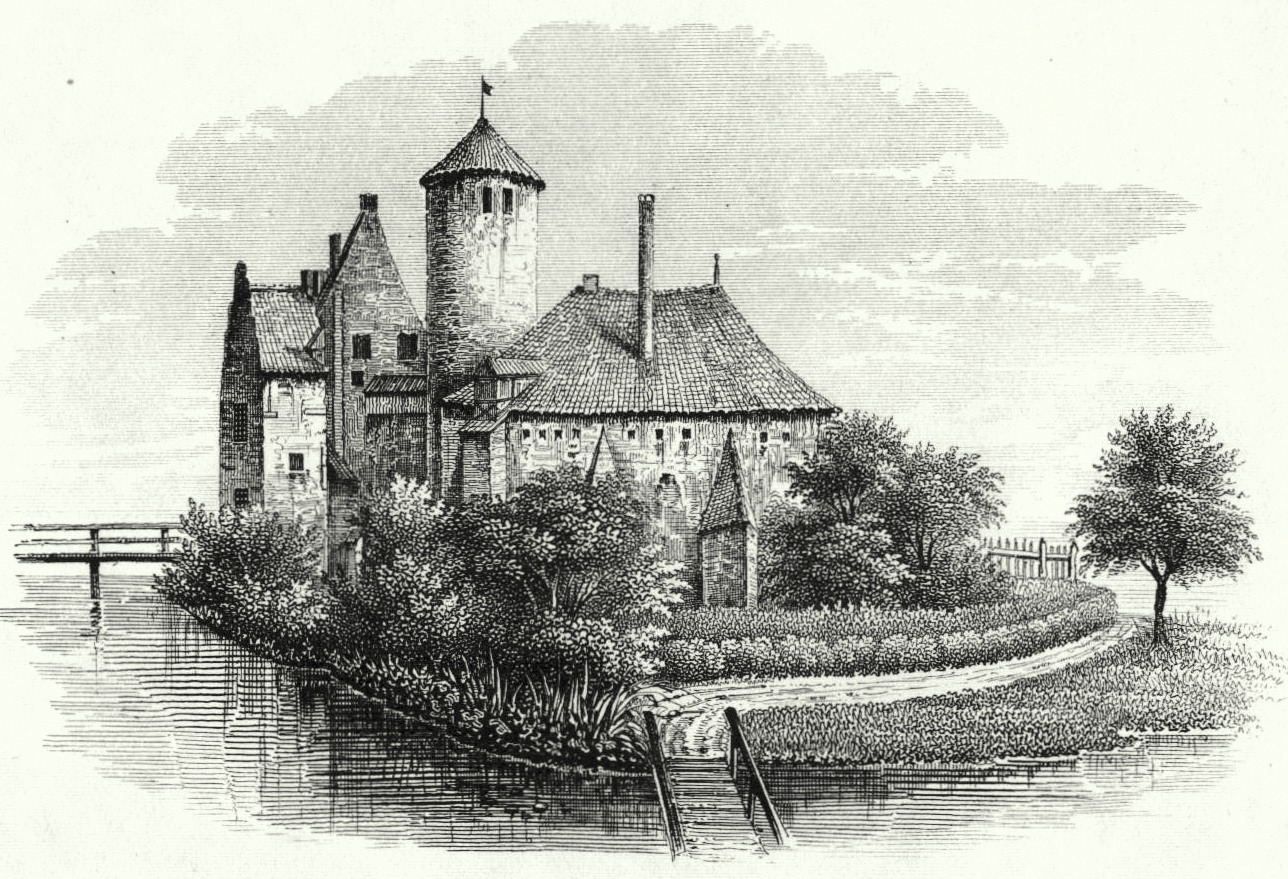
Schloss Bützow als Sitz des Criminal-Collegium

Von Wick begann öffentlich zu strafrechtlichen Themen zu schreiben, insbesondere gegen Einschränkungen des richterlichen Ermessens und für Reformen im Strafrecht. Auf sein Gesuch vom 3. April 1824 hin wurde er zur Prüfung zugelassen und bestand am 20. Oktober desselben Jahres vor der Großherzoglichen Justizkanzlei in Rostock das Auditoren- und Advokatenexamen. Daraufhin wurde er dem Criminal-Collegium in Bützow zugewiesen.
Unter dem Einfluss des Humanismus wurden gegen Ende des 18. Jahrhunderts und zu Beginn des 19. Jahrhunderts die Leibstrafen weitgehend durch Haftstrafen ersetzt. Von Wick widmete sich intensiv den Fragen des Strafvollzugs sowie der Reorganisation der mecklenburgischen Strafanstalten. Während seiner Tätigkeit im Criminal-Collegium war er vielseitig gefordert, da er auf ein sicheres Einkommen angewiesen war.
Ab 1827 begann von Wick, bedeutende Arbeiten für die Großherzogliche Regierung zu verfassen, was zu seiner Ernennung als Kriminalrat führte. Am 21. Juni 1830 wurde das „Commissorium“ erlassen, das Vorschläge zur Verbesserung der Strafanstalt in Dömitz forderte, da diese Einrichtungen stark renovierungsbedürftig waren. Von Wick unternahm Inspektionen in Gefängnissen im In- und Ausland und stellte fest, dass die bestehenden Anlagen unbrauchbar waren. Er entschied sich, die Einzelhaft zu bevorzugen und entwickelte Reglements, um die Strafe im Einklang mit Gerechtigkeit und Menschlichkeit zu gestalten. In einer Druckschrift schlug er vor, die Strafanstalten von Dömitz nach Bützow zu verlegen und plante den Bau einer neuen Anstalt auf geeigneten Grundstücken. 1834 wurde der Beschluss zur Errichtung einer neuen Strafanstalt in Bützow gefasst, und von Wick investierte eigenes Kapital in den Bau. Trotz finanzieller Herausforderungen konnte er die Situation klären und erarbeitete Verbesserungsvorschläge, die er 1835 der Landesregierung vorlegte. Gemeinsam mit Kommerzienrat Mantius reichte er 1836 einen umfangreichen Schlussbericht zur Reorganisation der Strafanstalten ein, der genehmigt wurde, jedoch weitere Umsetzungsvorschläge erforderte.
Im Frühjahr 1838 begannen die ersten Häftlinge in Bützow mit dem Bau der Strafanstalt Dreibergen, die am 25. April 1839 ihre Tore öffnete und anfänglich Platz für 60 Insassen bot.
Der „Architekt der Anstalt“, von Wick, spielte eine entscheidende Rolle in der Planung und Umsetzung dieses Projekts und wurde dafür mit mehreren Auszeichnungen geehrt. Darüber hinaus erhielt er den Auftrag, ein neues Untersuchungsgefängnis am Schlossplatz zu errichten, was ihm ebenfalls erfolgreich gelang. Im Jahr 1840 veröffentlichte von Wick eine umfassende Beschreibung der Strafanstalt Dreibergen, in der er Vergleiche zu amerikanischen und englischen Gefängnissystemen zog. Bis 1843 waren sämtliche Bauarbeiten abgeschlossen, sodass die Insassen aus Dömitz nach Dreibergen verlegt werden konnten. Im Jahr 1844 hatte sich die Anzahl der Sträflinge bereits auf 247 erhöht, darunter 44 Frauen. Das „Commissorium“ des Kriminalrates von Wick blieb auch nach der Fertigstellung der Anstalt bestehen.

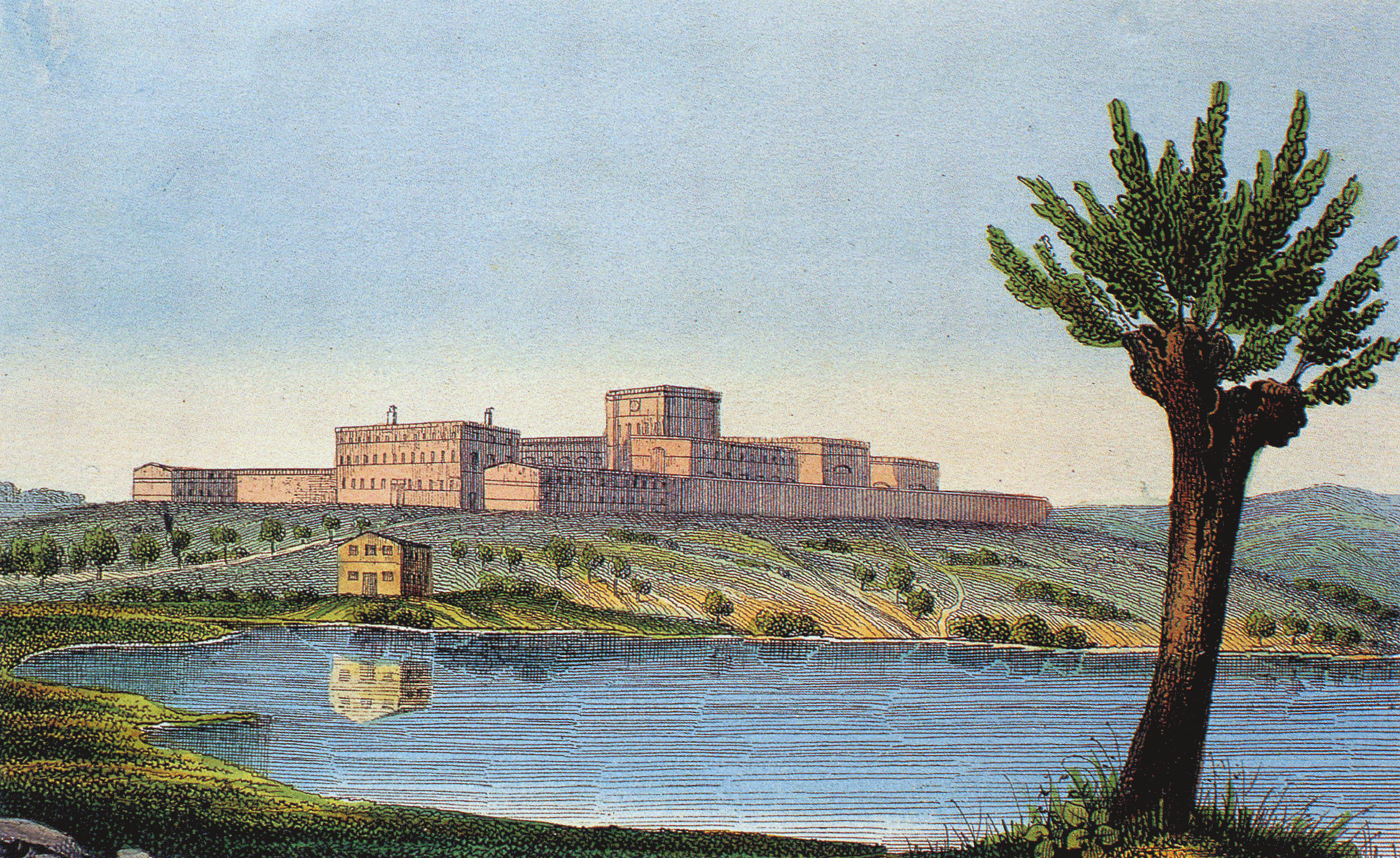
Landesstrafanstalt um 1845

Schon 1847 übertrug der Großherzog die oberste Leitung und Beaufsichtigung der Anstalt an von Wick. Erst nachdem von Wick 1857 eine offizielle Regelung seiner Position beantragt hatte, wurde seine Rolle ihm anerkannt.
Nach jahrelanger Vorbereitung übernahm er im Jahr 1854 die Leitung des Weiterbaus des Gefängnisses und schloss dieses 1855 zur vollsten Zufriedenheit des Justizministeriums ab. In den 1860er Jahren erfuhr die Strafanstalt durch Neubauten, darunter spezielle Einrichtungen für jugendliche Straftäter, eine bedeutende Erweiterung. In dieser Phase spielte von Wick erneut eine entscheidende Rolle in der Planung und Organisation. 1864 ernannte der Großherzog von Wick zum Regierungsrat, was ihm das Privileg einräumte, persönlich beim Großherzog vorzusprechen. Im Herbst 1868, gesundheitlich angeschlagen, bat er um Versetzung in den Ruhestand, war jedoch bereit, weiterhin ehrenamtlich für die Anstalt tätig zu sein, insbesondere in der Prüfung der Finanzen und der Entwicklung von Verbesserungsvorschlägen.
Friedrich von Wick leitete die Anstalt bis zu seinem Rücktritt im Jahr 1868 und blieb auch nach seiner Pensionierung beratend tätig. Sein Lebenswerk bestand in der Gründung und über 30-jährigen Leitung der Strafanstalt, die zu jener Zeit als Musteranstalt galt. Der Regierungsrat verstarb im Alter von 73 Jahren in Bützow.

### Weitere Arbeiten (Auszug)
- Regulativ der Kompetenz des Criminal-Collegiums.
- Entwurf einer Verordnung wegen Bestrafung mutwilliger und böslicher Banquerotteurs.
- Revision und Umarbeitung der Landesarbeitshaus-Ordnung mit dem dazugehörigen Reglement und den Instructionen.
- Entwurf eines neuen Armengesetzes
- Abschließung einer Convention mit dem Königreich Preußen wegen Übernahme der Ausgewiesenen.
- Abschließung einer Convention mit der Stadt Lübeck und dem Fürstentum Lübeck wegen gegenseitiger Heimatsverhältnisse.
- Abschließung einer Convention mit dem Königreich Hannover wegen gegenseitiger Heimatsverhältnisse.
- Visitation der Gefängnisse und Niedergerichte.
- Reorganisation der Schloßpräbenden- und Hospitalstiftung zu Bützow.[17][18][19]

## Familie

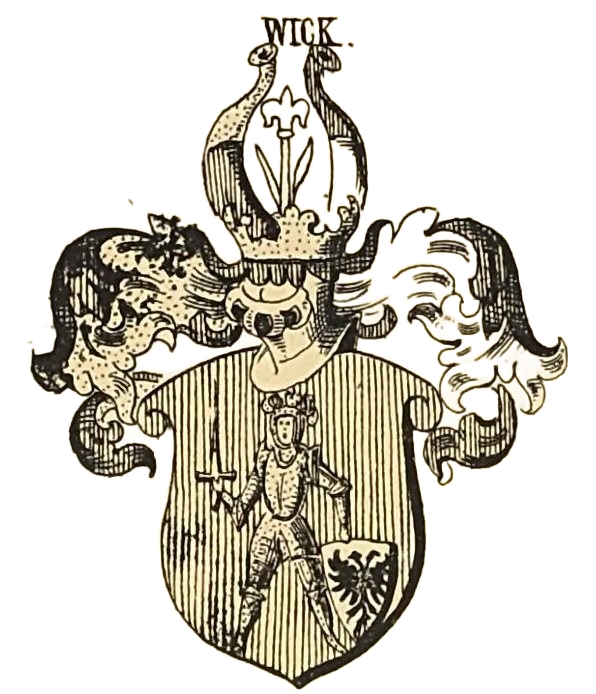
Wappen derer von Wick

Im Jahr 1834 heiratete von Wick standesgemäß Louisa Sophia Charlotte von Bülow (* 19. Dezember 1805 in Steinhagen bei Bützow; † 15. Juni 1872 in Bützow), die Tochter des herzoglich mecklenburg-schwerinschen Hauptmanns a. D. und Rittergutsbesitzers zu Steinhagen, Christoph Johann Heinrich von Bülow (1778–1827), sowie der Maria Sophia Louisa Volmar (1785–1841). Louisa von Bülow lebte seit der Verpachtung des Landguts ihres Vaters im Jahr 1815 mit ihrer Familie in Bützow. Nach längerem Leiden an Gallensteinen verstarb sie im Alter von 67 Jahren in Bützow und fand ihre letzte Ruhestätte auf dem dortigen Friedhof. Während ihrer Ehe schenkte Luisa ihrem Gatten einen Sohn und sechs Töchter:

### Kinder
- Karoline (Auguste Sophie Luise)[22] (* 15. März 1836 in Bützow[23]; † 11. März 1901 ebenda[23]) ⚭ (Johann Friedrich) Gustav (Carl) Künne (1824–1882), Pastor
- Luise (Ida Wilhelmine) (* 12. Dezember 1837 in Bützow[23]; † 1. Januar 1919 in Rostock[24])
- Marianne (Theodora Friederike) (* 24. Februar 1839 in Bützow[23]; † 28. Dezember 1906 in Bützow[23], begraben auf dem Friedhof Neustrelitz[25]) ⚭ Adolph Rudolphi (1828–1899[26])
- Auguste Luise (* 8. August 1840 in Bützow[23]; † 16.  Aug.  1840 ebenda[27])
- Jülie Karoline Friederike (* 7. August 1843 in Bützow[23]; † 4. November 1918 in Rostock[28])
- Friedrich (Theodor Adolph) (* 9. Oktober 1844 in Bützow[23]; † 9. Juli 1914 in Rostock[29]) ⚭ Elisabeth Eleonore Karoline Auguste von Pressentin (1857–1913)
- Dorothea Elise Karoline Luise Sophie (* 16. Januar 1848 in Bützow[23],† 30. Juni 1923 in Rostock[30])

### Ahnentafel
|  |                                                                         |  |  |  |  |  |  |  |  |  |  |  |  |
|  | Johann Christoph Vick (um 1678–1743)                                    |  |  |  |  |  |  |  |  |  |  |  |  |
|  |                                                                         |  |  |  |  |  |  |  |  |  |  |  |  |
|  |                                                                         |  |  |  |  |  |  |  |  |  |  |  |  |
|  | Johann Joachim Vick (von Wick) (1710–1781)                              |  |  |  |  |  |  |  |  |  |  |  |  |
|  |                                                                         |  |  |  |  |  |  |  |  |  |  |  |  |
|  |                                                                         |  |  |  |  |  |  |  |  |  |  |  |  |
|  | Margarete Juliane Zeller (um 1680–1758)                                 |  |  |  |  |  |  |  |  |  |  |  |  |
|  |                                                                         |  |  |  |  |  |  |  |  |  |  |  |  |
|  |                                                                         |  |  |  |  |  |  |  |  |  |  |  |  |
|  | (Georg Justus) Carl von Wick (1755–1823)                                |  |  |  |  |  |  |  |  |  |  |  |  |
|  |                                                                         |  |  |  |  |  |  |  |  |  |  |  |  |
|  |                                                                         |  |  |  |  |  |  |  |  |  |  |  |  |
|  | Johann Gustav Storch (1685–1749)                                        |  |  |  |  |  |  |  |  |  |  |  |  |
|  |                                                                         |  |  |  |  |  |  |  |  |  |  |  |  |
|  |                                                                         |  |  |  |  |  |  |  |  |  |  |  |  |
|  | Catharina Lucia Storch (1725–1787)                                      |  |  |  |  |  |  |  |  |  |  |  |  |
|  |                                                                         |  |  |  |  |  |  |  |  |  |  |  |  |
|  |                                                                         |  |  |  |  |  |  |  |  |  |  |  |  |
|  | Sophie Dorothea, geb. Schöpffer (1693–1773)                             |  |  |  |  |  |  |  |  |  |  |  |  |
|  |                                                                         |  |  |  |  |  |  |  |  |  |  |  |  |
|  |                                                                         |  |  |  |  |  |  |  |  |  |  |  |  |
|  | Friedrich I. von Wick                                                   |  |  |  |  |  |  |  |  |  |  |  |  |
|  |                                                                         |  |  |  |  |  |  |  |  |  |  |  |  |
|  |                                                                         |  |  |  |  |  |  |  |  |  |  |  |  |
|  | Carl Ludwig von Mecklenburg (1694–1752)                                 |  |  |  |  |  |  |  |  |  |  |  |  |
|  |                                                                         |  |  |  |  |  |  |  |  |  |  |  |  |
|  |                                                                         |  |  |  |  |  |  |  |  |  |  |  |  |
|  | Carl Friedrich von Mecklenburg (um 1738–1782)                           |  |  |  |  |  |  |  |  |  |  |  |  |
|  |                                                                         |  |  |  |  |  |  |  |  |  |  |  |  |
|  |                                                                         |  |  |  |  |  |  |  |  |  |  |  |  |
|  | Sophia Charlotte von Bergholtz (1705–1742)                              |  |  |  |  |  |  |  |  |  |  |  |  |
|  |                                                                         |  |  |  |  |  |  |  |  |  |  |  |  |
|  |                                                                         |  |  |  |  |  |  |  |  |  |  |  |  |
|  | (Friederica Carolina) Mariana von Mecklenburg (1779–1818) a.d.H. Gülzow |  |  |  |  |  |  |  |  |  |  |  |  |
|  |                                                                         |  |  |  |  |  |  |  |  |  |  |  |  |
|  |                                                                         |  |  |  |  |  |  |  |  |  |  |  |  |
|  | Hermann Hinrich von Dorne (1681–1753)                                   |  |  |  |  |  |  |  |  |  |  |  |  |
|  |                                                                         |  |  |  |  |  |  |  |  |  |  |  |  |
|  |                                                                         |  |  |  |  |  |  |  |  |  |  |  |  |
|  | Carolina (Maria) Ulrika von Dorne (1746–1798)                           |  |  |  |  |  |  |  |  |  |  |  |  |
|  |                                                                         |  |  |  |  |  |  |  |  |  |  |  |  |
|  |                                                                         |  |  |  |  |  |  |  |  |  |  |  |  |
|  | Sophia Maria von Berkentin                                              |  |  |  |  |  |  |  |  |  |  |  |  |
|  |                                                                         |  |  |  |  |  |  |  |  |  |  |  |  |
|  |                                                                         |  |  |  |  |  |  |  |  |  |  |  |  |

## Auszeichnungen
- 1854 Ritterkreuz I. Klasse des Herzoglich Sachsen-Ernestinischen Hausordens.
- 1869 Komturkreuz des Hausordens der Wendischen Krone.

## Werke (Auswahl)
- Die Isolirung der Sträflinge, mit Rücksicht auf die Erfahrungen in der mecklenburgischen Landes-Strafanstalt Dreibergent. In: Abhandlungen aus dem Gebiet der Gefängnißkunde, Gedruckt bei Friedrich Werner in Bützow (= Erstes Heft). Oertzen & Schlöpke, Schwerin/Bützow 1848. (Digitalisat)
- Ueber Strafe und Besserung und deren Verhältniss zueinander, sowie über die Stellung des Geistlichen der Strafanstalt zur staatlichen Anstalts-Behörde Gefängnisskunde. In: Abhandlungen aus dem Gebiet der Gefängnißkunde, Gedruckt bei Friedrich Werner in Bützow (= Zweites Heft). Oertzen & Schlöpke, Schwerin 1853. (Digitalisat)
- Reglementäre Bestimmungen für die Strafanstalt Dreibergen, mit Anmerkungen. In: Abhandlungen aus dem Gebiet der Gefängnißkunde, Gedruckt bei Ludolph Hirsch in Rostock (= Drittes Heft). Stiller´sche Hofbuchhandlung, Rostock 1856. (Digitalisat)
- Über Fürsorge für entlassene Sträflinge, insbesondere über Organisierung einer kirchlichen Fürsorge für dieselben. In: Abhandlungen aus dem Gebiet der Gefängnißkunde, Gedruckt bei Ludolph Hirsch in Rostock. Justus Albert Wohlgemuth, Berlin 1856. (Digitalisat)